# Димитриос Вардзопулос
Димитриос Вардзопулос (на гръцки: Δημήτριος Βαρτζόπουλος) е гръцки политик.

## Биография
Вардзопулос е роден на 11 ноември 1957 година в Солун. Завършва с отличие Медицинския факултет на Солунския университет в 1981 година. Следва също така в Бон. Автор е на много научни статии.
От 2004 до 2007 година е завеждащ дирекцията на здравеопазването в област Централна Македония, а от 1007 до 2009 година – на целия район на Егейска Македония. Става министър на здравеопазването и социалната солидарност в правителството на Георгиос Папандреу (2010 – 2011).